# 谢坝仡佬族苗族乡
谢坝仡佬族苗族乡是中华人民共和国贵州省遵义市正安县下辖的一个民族乡。

## 行政区划
谢坝仡佬族苗族乡下辖以下村级行政区划单位：
东礼村、谢坝村、上关村、鱼泉村、马南村和环山村。